# Galanthus allenii
Galanthus allenii är en amaryllisväxtart som beskrevs av John Gilbert Baker. Galanthus allenii ingår i släktet snödroppar, och familjen amaryllisväxter. Inga underarter finns listade i Catalogue of Life.